# サトゥ・ハッシ
サトゥ・マイヤスティーナ・ハッシ（フィンランド語: Satu Maijastiina Hassi、1951年6月3日 - ）は、フィンランドの政治家。欧州議会の緑の同盟議員。第二次内閣で1999年4月15日からパーヴォ・リッポネンと環境・開発大臣を務めたが、政府の国内5基目の原発建設計画に反対し2002年3月31日に辞職。1991年から欧州議会選挙に当選する2004年までエドゥスクンタ議員を務め、うち1997年から2001年にかけては党首を務めた。

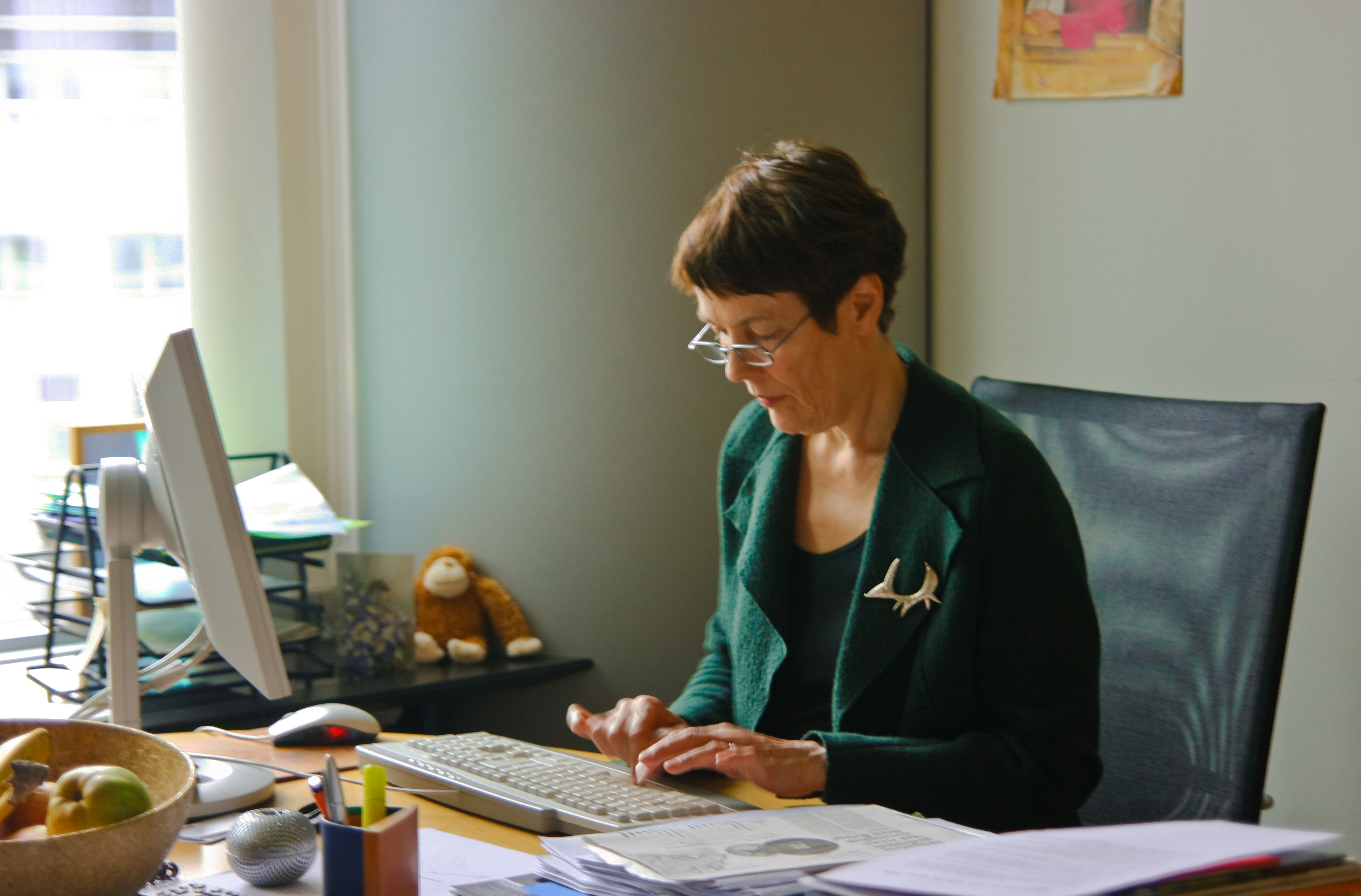
ブリュッセルの事務所で公務に励むハッシ

欧州議会では環境・公衆衛生・食品安全委員会副委員長、産業・研究・エネルギー委員会代理委員、気候変動特別委員会委員を務めている。
以前はタイスト主義者で、1970年代は共産党員だった。技術の資格を有しており、電力会社で技術者として働いたり、タンペレ工科大学で教鞭をとったりした。これまでに小説3冊と詩集や随筆を何冊か著し、高校生向けの物理学の教材シリーズの編者の一人に抜擢されたこともあった。乳がんを克服した経験を持つ。